# ولاية سينوب
وِلَايَةُ سَيْنُوبَ (بالتركية: سینوپ ولایت/Sinop ili) ولاية في شمال تركيا، تقع على البحر الأسود وعاصمتها مدينة سينوب. تبلغ مساحتها 5,862 كم2 ويبلغ عدد سكانها 202,704 نسمة كما يبلغ معدل الكثافة السكانية 34.6/كم2 .

## وصلات خارجية
- Sinop governor's official website (بالتركية)
- Sinop municipality's official website (بالتركية)
- Sinop local news website (بالتركية)